# Diözese Eisenstadt
Die Diözese Eisenstadt (lateinisch: Dioecesis Sideropolitana) ist eine römisch-katholische österreichische Diözese mit Sitz in Eisenstadt, die zur Kirchenprovinz Wien gehört. Sie ist für das Bundesland Burgenland zuständig.

## Geschichte
Bischofskirche der Diözese ist der Dom zum hl. Martin in Eisenstadt, dessen Geschichte bis ins 13. Jahrhundert zurückgeht.
Das Diözesangebiet war bis zum Ende des Ersten Weltkrieges Teil Ungarns und gehörte bis 1922 zu den Diözesen Győr/Raab und Szombathely/Steinamanger. Im Jahre 1921 wurde das sogenannte Deutsch-Westungarn als Burgenland ein Bundesland der Republik Österreich.
Von 1922 bis 1949 wurden die Erzbischöfe der Erzdiözese Wien zu Apostolischen Administratoren für dieses Gebiet ernannt. Unter Kardinal Theodor Innitzer wurden das Burgenländische Priesterseminar in Wien und ein Knabenseminar errichtet. Die Kirchenverwaltung wurde von Wien nach Eisenstadt verlegt.
Der Anschluss Österreichs im Jahr 1938 brachte schwere Rückschläge durch die Auflösung katholischer Privatschulen und die Behinderung des Seelsorge. Die Kirchenverwaltung musste zunächst nach Mattersburg und dann nach Bad Sauerbrunn verlegt werden.
Nach dem Zweiten Weltkrieg wurde Joseph Schoiswohl 1949 zum Administrator ernannt, der die Kirchenverwaltung wieder nach Eisenstadt verlegte.
Während des Episkopats von Stephan László wurde das Gebiet durch Papst Johannes XXIII. mit der Bulle Magna quae vom 15. August 1960 zur Diözese erhoben.

Wappen der Diözese Eisenstadt

Seit den 2010ern wird die Errichtung von Seelsorgeräumen forciert, um dem Pfarrermangel entgegenzuwirken. Dabei sind nach Umbesetzungen der Pfarrebene innerkirchliche Aufregungen bekannt geworden.

## Verwaltung
Die Diözese Eisenstadt ist Erhalter des katholischen Privatgymnasiums Wolfgarten in Eisenstadt. Das Museum der Diözese Eisenstadt befindet sich im ehemaligen Franziskanerkloster Eisenstadt.

## Liste der Bischöfe
- Friedrich Gustav Kardinal Piffl (Erzbischof von Wien, Administrator 1922–1932)
- Theodor Kardinal Innitzer (Erzbischof von Wien, Administrator 1932–1949)
- Joseph Schoiswohl (Titularbischof von Phytea, Administrator 1949–1954)
- Stephan László (Administrator 1954–1960, Diözesanbischof 1960–1992, emeritiert, Administrator 1992–1993)

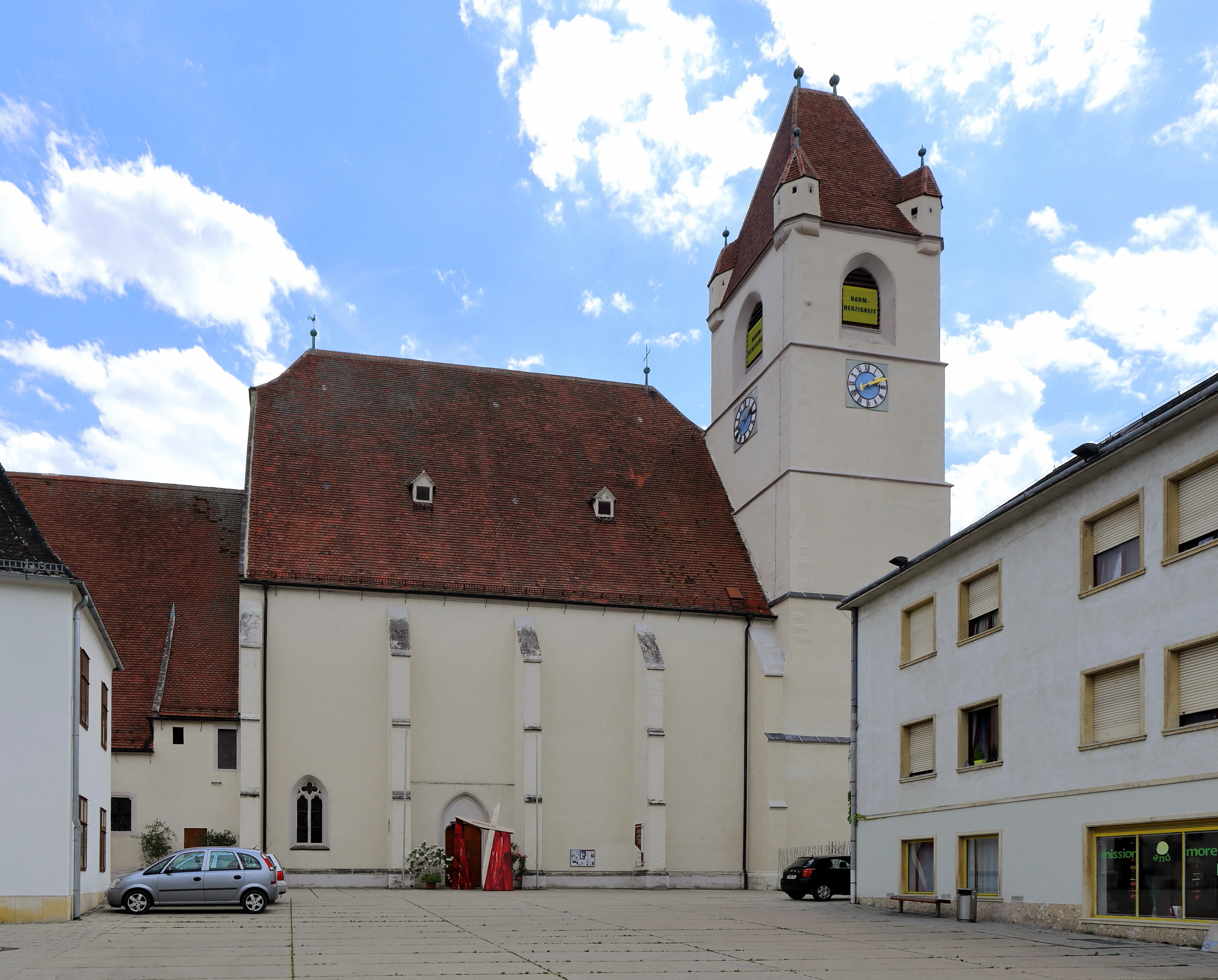
Dom St. Martin zu Eisenstadt

- Paul Iby (1993–2010)
- Ägidius Zsifkovics (seit 2010)

## Gliederung
Die Diözese Eisenstadt ist in folgende 12 Dekanate und 172 Pfarren unterteilt.

→ Liste der Dekanate der Diözese Eisenstadt

## Diözesanpatron
Seit 1924 ist der hl. Martin von Tours der Diözesanpatron. Der Heilige wurde um 316/317 n. Chr. in Savaria (heute Szombathely) geboren.